# Tour du Limousin 2006
La 39e édition du Tour du Limousin s'est déroulée du 15 au 18 août 2006, et a vu s'imposer le Colombien Leonardo Duque. Elle faisait partie de l'UCI Europe Tour 2006.

## La course
Un groupe de 15 hommes se disputent la première victoire à Aubusson. Pierrick Fédrigo s'impose devant Leonardo Duque et le Japonais Shinichi Fukushima.
Noan Lelarge, gagne à Saint-Léonard-de-Noblat en attaquant dans une côte situé à 2 kilomètres de l'arrivée.
La troisième étape est remportée à Vassivière par Stéphane Augé.
La victoire finale se joue dans la dernière étape. Leonardo Duque remporte le premier sprint intermédiaire, avant qu'un groupe de 8 hommes partent se disputer la victoire à Limoges. Pierrick Fédrigo est piégé alors que Sébastien Hinault s'en va gagner l'étape à Beaublanc.
Leonardo Duque remporte le Tour du Limousin avec 1 seconde seulement d'avance sur Pierrick Fédrigo.

## Classements des étapes
| Étape     | Date    | Villes étapes                   | Vainqueur d'étape | Équipe               | Leader du classement général | Équipe           |
| 1re étape | 15 août | Limoges - Aubusson              | Pierrick Fédrigo  | Bouygues Telecom     | Pierrick Fédrigo             | Bouygues Telecom |
| 2e étape  | 16 août | Tulle - Saint-Léonard-de-Noblat | Noan Lelarge      | Bretagne-Jean Floc'h | Pierrick Fédrigo             | Bouygues Telecom |
| 3e étape  | 17 août | Bourganeuf - Lac de Vassivière  | Stéphane Augé     | Cofidis              | Pierrick Fédrigo             | Bouygues Telecom |
| 4e étape  | 18 août | Guéret - Limoges                | Sébastien Hinault | Crédit agricole      | Leonardo Duque               | Cofidis          |

## Classement final
| 1.  | Leonardo Duque     | Cofidis               |
| 2.  | Pierrick Fédrigo   | Bouygues Telecom      |
| 3.  | Yukiya Arashiro    | Team Vang             |
| 4.  | Frédéric Guesdon   | La Française des jeux |
| 5.  | Cédric Hervé       | Bretagne-Jean Floc'h  |
| 6.  | Shinichi Fukushima | Team Vang             |
| 7.  | Gilles Canouet     | Agritubel             |
| 8.  | Yann Pivois        | Bretagne-Jean Floc'h  |
| 9.  | Danny Pate         | TIAA-CREF             |
| 10. | Hubert Dupont      | AG2R Prévoyance       |